# Tobias Conrad Lotter

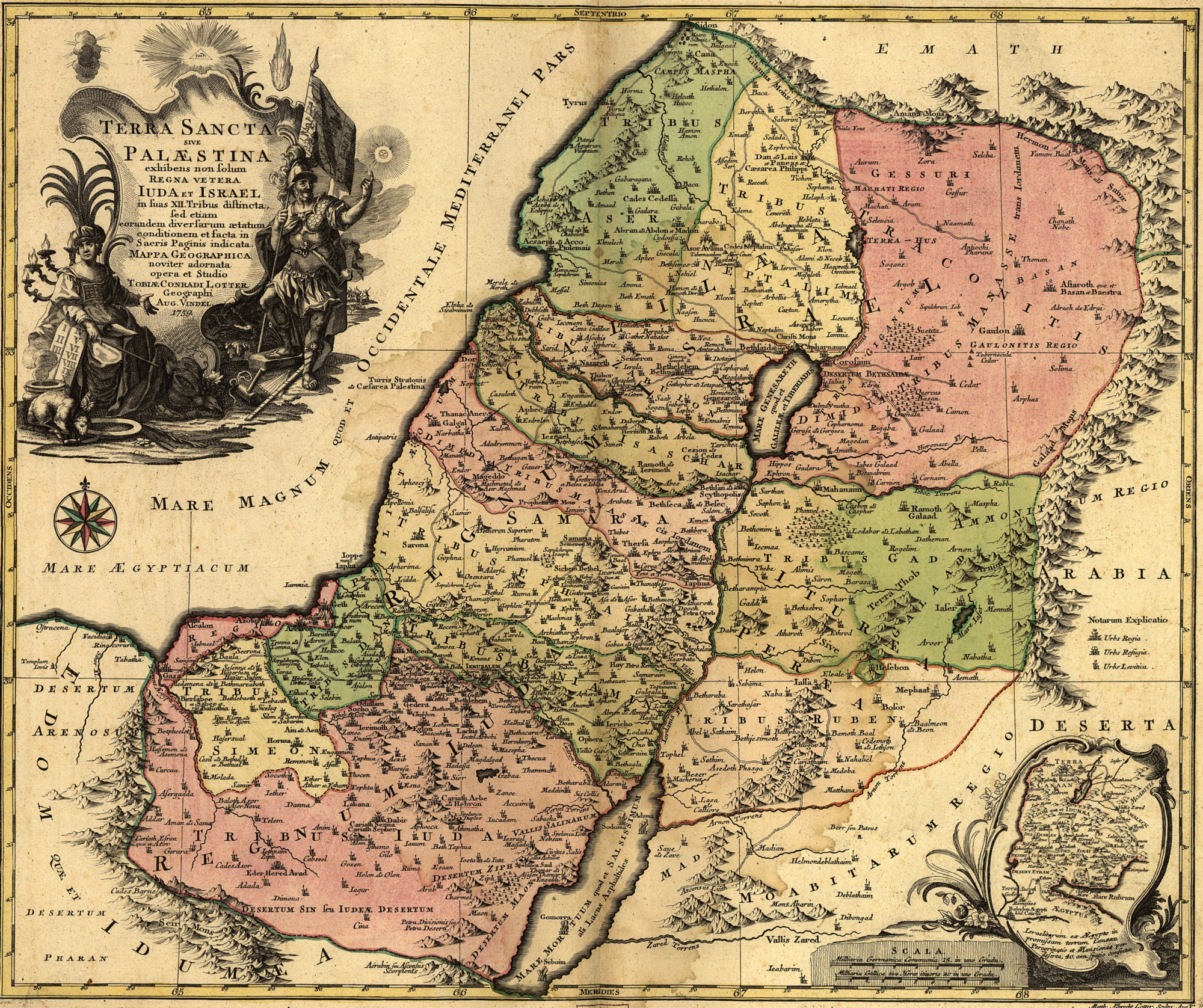
T. Lotter, mapa Palestyny, 1759

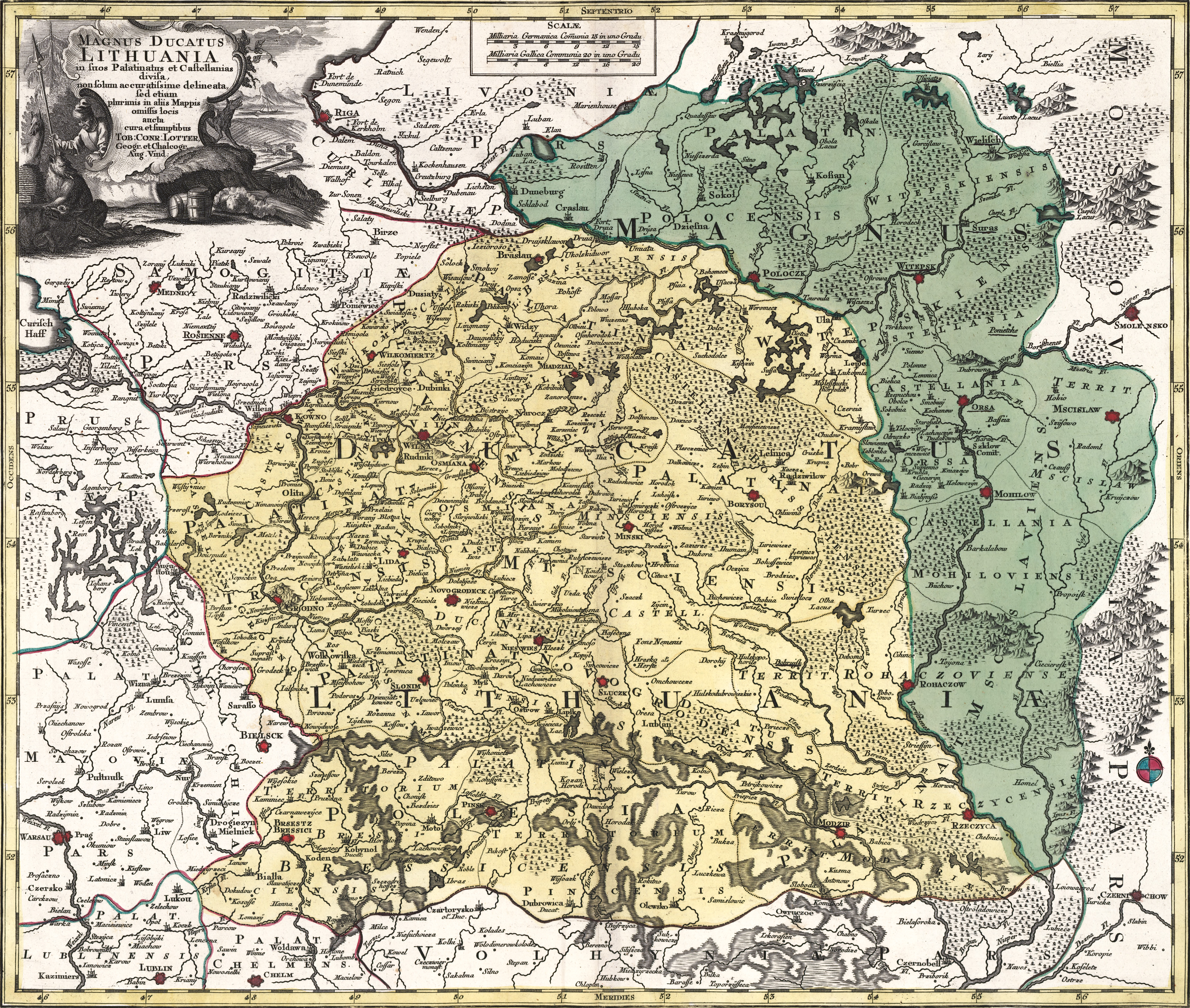
Magnus Ducatus Lithuania, Tobias Lotter, 1780

Tobias Conrad Lotter (ur. 1717, zm. 1777) – niemiecki kartograf, grawer, rytownik i wydawca.
Lotter początkowo pracował jako grawer dla Georga Matthäusa Seuttera, geografa dworu cesarskiego. Po śmierci Seuttera w 1757 roku przejął jego wydawnictwo, które działało do roku 1810. Był jednym z najbardziej znanych XVIII-wiecznych niemieckich kartografów. Po jego śmierci w 1777 roku, działalność wydawnicza była kontynuowana przez jego syna Matthiasa Albrechta Lottera.